# The Pineapple Thief
The Pineapple Thief est un groupe de rock progressif britannique, originaire de Somerset, en Angleterre. Il est formé par Bruce Soord en 1999,. Son style musical se situe entre le rock progressif et le rock alternatif. À l'instar d'un Steven Wilson et de groupes comme Blackfield, Porcupine Tree ou Archive, il apporte un son résolument nouveau et une conception progressive très actuelle voire parfois électro.

## Biographie

### Débuts
C’est tout d’abord seul que Bruce Soord compose puis se joint à Neil Randall, avec lequel il fera paraitre ses trois premiers albums sous le nom de Vulgar Unicorn. En 1999, il décide de former un groupe du nom de Pineapple Thief. Celui-ci se compose alors de ses proches amis musicaux : Jon Sykes à la basse, Wayne Higgins à la guitare, Matt O'Leary aux claviers et Keith Harrison (et parfois Nick Lang) aux percussions. Leur premier album en tant que véritable groupe 10 Stories Down sort en 2005. Par la suite, Steve Kitch (qui a coproduit et mixé 10 Stories Down) se joint aux claviers.
Après la sortie de Little Man en 2006, le groupe fait paraitre fin 2007 What We Have Sown avant de signer à Kscope. Wayne Higgins quitte le groupe en mars 2008, mais il continue en se produisant en concert à travers l'Europe, le Canada et les États-Unis pendant plusieurs années.

### Période Kscope
En mai 2008, The Pineapple Thief lance le label Kscope avec l'album salué par la critique, Tightly Unwound. Suivra en 2009 l’album The Dawn Raids EPs. 2009 est également l’année où le groupe Riverside viendra les soutenir en terre britannique lors de leur tournée européenne. Someone Here Is Missing est lancé lors d'un concert à Bush Hall, à Londres le 19 mai 2010, accompagné de Steven Wilson de Porcupine Tree et Daniel Cavanagh d'Anathema. L'album est illustré par Storm Thorgerson. Le groupe entre au studio en janvier 2012 pour enregistrer leur neuvième album, qui comprend un orchestre de 22 musiciens et un chœur. L’album All The Wars parait en septembre 2012 suivi d'une tournée au Royaume-Uni.
Le 8 février 2014, le groupe annonce que Dan Osborne remplace Keith Harrison à la batterie.
Le dixième album studio de The Pineapple Thief, intitulé Magnolia, qui ne fait pas l'unanimité, est mis en vente le 15 septembre 2014.
En août 2016, le groupe fait paraitre l'album Your Wilderness, avec Gavin Harrison à la batterie. Cet album est salué comme un des meilleurs de leur carrière. Le 2 février 2017 le groupe fait une prestation scénique très remarquée au divan du monde à Paris.
En 2018 il sort l’album Dissolution. L’album Versions of the Truth sort en 2020.
En 2024, il publie leur nouvel album It Leads to This.

## Membres

### Membres actuels
- Bruce Soord - voix, guitares (depuis 1999)
- Jon Sykes - basse (depuis 2002)
- Steve Kitch - claviers (depuis 2005)
- Gavin Harrison - batterie (depuis 2016)
- Darran Charles - guitares (depuis 2016) (en concerts uniquement)

### Anciens membres
- Keith Harrison - batterie (2002-2013)
- Wayne Higgins - guitares (2002-2008)
- Matt O'Leary - claviers (2002-2005)
- Dan Osborne - batterie (2013-2016)

## Discographie

### Albums studio
- 2000 : Abducting the Unicorn
- 2002 : 137
- 2003 : Variations on a Dream
- 2005 : 10 Stories Down
- 2006 : Little Man
- 2007 : What We Have Sown
- 2008 : Tightly Unwound
- 2010 : Someone Here Is Missing
- 2012 : All the Wars
- 2014 : Magnolia
- 2016 : Your Wilderness
- 2017 : Abducted At Birth (ré-édition de l'album Abducting the Unicorn de 2000)
- 2018 : Dissolution
- 2020 : Versions of the Truth
- 2022 : Give It Back
- 2024 : It Leads to This